# Gornji Stupanj
Gornji Stupanj (cyr. Горњи Ступањ) – wieś w Serbii, w okręgu rasińskim, w gminie Aleksandrovac. W 2011 roku liczyła 568 mieszkańców.